# حریرع
| F18 · Y1 | rw · Z1 | rw · Z1 | B1 | M2 |

| F18 · Y1 | rw · Z1 | rw · Z1 | B1 | M2 |

حریرع (به انگلیسی: Hrēre) که نامش در زبان مصری باستان به معنی «گل» است؛ یک زن نجیب‌زاده در مصر باستان در اوایل دورهٔ حکمرانی دودمان بیستم مصر و اواخر دورهٔ دودمان بیست و یکم مصر بود. وی اگرچه در طول زندگی می‌بایست فردی تأثیرگذار بوده باشد، اما اطلاعات زیادی در مورد روابط خانوادگی او وجود ندارد. نام پدر و مادرش نامشخص است و هویت همسرش هم جای بحث ندارد. او اغلب به عنوان همسر یا مادربزرگ کاهن اعظم تِبِس پی‌عنخ در نظر گرفته می‌شود.
جایگاه دقیق حریرع در خانواده کاهنان اعظم تِبِس در نهایت به دو عامل بستگی دارد که درستی هیچ‌کدام هنوز اثبات نشده است:
- هویت دخترش نُجمت
- ترتیب نسبی حریحور و پی‌عنخ

## رابطه با نجمت
تنها چیزی که می‌توان بدون تردید ثابت کرد این است که او مادر بانوی نُجمت بود که مومیایی و لباس تشییع جنازه او در انبار بزرگ سلطنتی نزدیک دیر البحری پیدا شده است. همراه با مومیایی این نُجمت دو کتاب مردگان پیدا شد. یکی از آنها، پاپیروس بی‌ام ۱۰۴۹۰، که اکنون در موزه بریتانیا قرار دارد، متعلق به «نُجمت مادر پادشاه، دختر مادرِ پادشاه، حریرع» بود. در حالی که نام نُجمت در کارتوش نوشته شده بود، نام حریرع چنین نبود. از آنجایی که این نُجمت بیشتر به عنوان همسر کاهن اعظم حریحور در نظر گرفته می‌شود، که او نیز دارای القاب سلطنتی است، لقب حریرع اغلب به «مادرشوهر پادشاه» تعبیر می‌شود، اگرچه عنوان به‌کار رفته برای او «که گاو قوی را به دنیا آورد» نشان می‌دهد که او واقعاً باید یک پادشاه (یک پسر) به دنیا آورده باشد.
با این حال، اخیراً، این عقیده رایج مبنی بر وجود تنها یک ملکه نجمت به چالش کشیده شده است و دیدگاه قدیمی مبنی بر اینکه مومیایی یافت شده در انبار سلطنتی مربوط به مادر حریحور بوده و نه همسرش، احیا شده است. اگرچه غیرقابل بحث است که حریحور ملکه‌ای به نام نُجمت داشت (عقیده‌ای که قبلاً توسط ژان-فرانسوا شامپولیون به رسمیت شناخته شده بود)، ادوارد نویل در سال ۱۸۷۸ فرض کرد که حریحور باید مادری به نام نُجمت داشته باشد. او این کار را بر اساس پاپیروس بی‌ام ۱۰۵۴۱، کتاب دیگر مردگان که با مومیایی او یافت شد، انجام داد. در واقع قابل توجه است که اگرچه حریحور در پی. بی‌ام ۱۰۵۴۱ نقش دارد، اما نُجمت در هیچ‌یک از دو کتاب مردگان او به عنوان «همسر پادشاه» معرفی نشده است. تمام تمرکزها روی موقعیت او به عنوان «مادر پادشاه» است، گویی این تنها عنوان او در رابطه با حریحور است. خاندان حاکم از دوره انتقالی از دودمان بیستم مصر به دودمان بیست و یکم مصر به تکرار نام‌ها زبانزد هستند، بنابراین اینکه حریحور همسر و مادری همنام داشته به خودی خود غیرممکن یا بعید نیست. اگر نُجمت کشف شده در گور سلطنتی واقعاً مادر حریحور بود، نتیجه می‌شود که حریرع باید مادربزرگ حریحور بوده باشد تا مادرشوهر او. در این موقعیت او می‌توانست همسر کشیش اعظم آمنهوتپ باشد. با این حال، بحث در مورد این موضوع هنوز ادامه دارد.